# Лябик Василь Васильович
Василь Васильович Лябик (нар. 29 травня 1949, Добромислі, Мінська область, Білоруська РСР, СРСР) — український радянський футболіст, нападник.

## Біографія
Народився в селі Добромислі Мінської області. В 1953 році його родина переїхала з Білорусі до Дніпродзержинська. У цьому місті Василь Лябик провів дитячі та юнацькі роки. В ДЮСШ займався футболом під керівництвом Бориса Ульянова — тренера, який підготував для команд майстрів Анатолія Боговика, Віктора Литовченка, Анатолія Гринька, Олександра Снитька, Володимира Федоренка та ін. Після закінчення загальноосвітньої школи став гравцем місцевої команди «Прометей», котра виступала у першості СРСР серед колективів класу «Б».
Незабаром почали надходити пропозиції з обласного центра. Якщо Леоніду Родосу Лябик відмовив, то Валерій Лобановський, через військовий комісаріат, призвав молодого форварда на строкову службу. У сезоні-69 «Дніпро» здобув перемогу в своїй групі і вийшов до фінального раунду турніру, де разом з «Спартаком» із Орджонікідзе, вільнюським «Жальгірісом» і хабаровським СКА змагався за путівку до еліти радянського футболу. У вирішальних іграх сильнішою виявилася осетинська команда, а «дніпряни» завершили турнір на другому місці.
Наступний рік провів у дублі київського «Динамо», де разом з ним грали Олег Блохін, Володимир Веремєєв, Юрій Ванкевич, Володимир Онищенко тощо. За основний склад виходив у двох матчах: чемпіонаті СРСР проти «Пахтакора» (0:0) і кубковий — проти «Таврії» (2:1).
Після завершення військової служби повернувся до Дніпропетровська, туди його наполегливо кликав Валерій Лобановський. 1971 року його команда стала найсильнішою у першості першої ліги і отримала перепустку до групи найсильніших.
Василь Лябик став першим гравцем з Дніпропетровська, який отримав виклик до збірної СРСР, але поїхав в іншому напрямку — додому, де «весело» провів час. Порушення спортивної дисципліни привели до того, що 1975 року захищав кольори «Титана» (Армянськ), котрий виступав у чемпіонаті УРСР серед колективів фізичної культури.
Потім були півтора року в харківському «Металісті», котрий намагався пробитися до першої ліги, короткострокове повернення до «Дніпра» і завершення кар'єри в складі «Кривбаса».

## Досягнення
- Переможець першої ліги (1): 1971
- Переможець 3-ї підгрупи другої групи класу «А» (1): 1969[8]
- Другий призер чемпіонату УРСР (1): 1976

## Статистика
| Сезон             | Команда           | Чемпіонат | Чемпіонат | Чемпіонат | Кубок | Кубок |
| Сезон             | Команда           | Ліга      | Ігри      | Голи      | Ігри  | Голи  |
| ----------------- | ----------------- | --------- | --------- | --------- | ----- | ----- |
| 1967              | «Прометей»        | Д-3       |           |           |       |       |
| 1968              | «Прометей»        | Д-3       |           |           |       |       |
| 1969              | «Дніпро»          | Д-2       | 41        | 12        | 2     | 0     |
| 1970              | «Динамо» (Київ)   | Д-1       | 1         | 0         | 1     | 0     |
| 1970              | СКА (Київ)        | Д-2       | 13        | 1         | —     | —     |
| 1971              | «Дніпро»          | Д-2       | 39        | 7         | 2     | 0     |
| 1972              | «Дніпро»          | Д-1       | 12        | 5         | 3     | 0     |
| 1973              | «Дніпро»          | Д-1       | 10        | 2         | 3     | 0     |
| 1974              | «Дніпро»          | Д-1       | 6         | 1         | 3     | 0     |
| 1976              | «Металіст»        | Д-3       | 38        | 3         | 2     | 0     |
| 1977              | «Металіст»        | Д-3       | 18        | 2         | 2     | 0     |
| 1977              | «Дніпро»          | Д-1       | 7         | 1         | —     | —     |
| 1978              | «Кривбас»         | Д-3       | 39        | 1         | —     | —     |
| 1979              | «Кривбас»         | Д-3       | 43        | 2         | —     | —     |
| 1980              | «Кривбас»         | Д-3       | 14        | 1         | —     | —     |
| Усього за кар'єру | Усього за кар'єру | Д-1       | 36        | 9         | 18    | 0     |
| Усього за кар'єру | Усього за кар'єру | Д-2       | 93        | 20        | 18    | 0     |
| Усього за кар'єру | Усього за кар'єру | Д-3       | 152       | 9         | 18    | 0     |